# 与那原警察署
与那原警察署（よなばるけいさつしょ）は、沖縄県島尻郡与那原町与那原にある沖縄県警察管轄の警察署である。管轄は南城市、島尻郡与那原町、同南風原町。

## 所在地
- 沖縄県島尻郡与那原町字与那原3085（与那原交差点近く）

## 管轄区域
- 南城市
- 島尻郡 与那原町・南風原町

## 沿革
元々、与那原町・南風原町・西原町・佐敷町・大里村・知念村・玉城村の7町村を管轄していたが、1985年（昭和60年）に浦添警察署新設に伴い西原町が分離。そして2006年（平成18年）に佐敷町・大里村・知念村・玉城村の4町村が合併して南城市となったため管轄区域が現在の3市町になった。ちなみに南城市は沖縄県内では唯一警察署のない市である（元々現市域の中心は市内ではなく与那原町であったため。かつては浦添市が唯一警察署のない市であった。）。

## 警察署周辺
- 与那原町役場

## 交番・駐在所

### 南城市域
- 仲程交番（南城市大里字仲間）
- 佐敷駐在所（南城市佐敷字佐敷）
- 久手堅駐在所（南城市知念字久手堅）
- 親慶原駐在所（南城市玉城字親慶原）

### 与那原町域
- 東浜（あがりはま）交番（与那原町字東浜）

### 南風原町域
- 兼城交番（南風原町字兼城）

## かつて存在した交番、駐在所
- 富里警察官詰所（南城市玉城字當山）
- 津嘉山駐在所（南風原町字津嘉山）
- 港交番（与那原町字与那原）